# Sophie Lafont

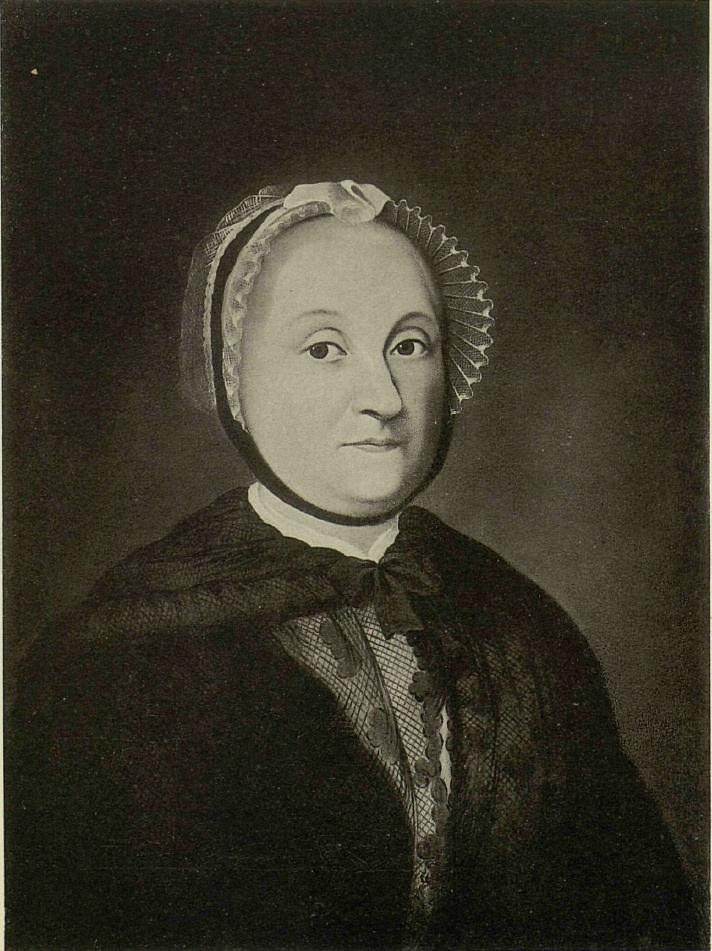
Sophie Lafont

Sophie Lafont (Sophie de Lafont), född 1717, död 1797, var en rysk pedagog av franskt ursprung. Hon var föreståndare för Smolnyjinstitutet i Sankt Petersburg 1764-1797.
Sophie Lafont var dotter till franska hugenotter som hade emigrerat till Ryssland, där de handlade med vin och grundade ett av de första hotellen i Sankt Petersburg. Hon gifte sig med en man med samma bakgrund, men var år 1764 en utfattig änka med döttrar att försörja. Samma år blev hon utsedd till föreståndaren för det nyss grundade Smolnyjinstitutet, Rysslands första högre läroverk för kvinnor. Hennes företrädare hade endast suttit en mycket kort tid på posten. Hon mottog Katarinaorden och fick en hederstitel som hovdam 1796. Hon efterträddes som föreståndare av Elisabet Palmenbah.   
En gata i Sankt Petersburg, Lafonovskaya gatan, fick sitt namn efter henne. 